# Новософіївська сільська рада (Нікопольський район)
| Новософіївська сільська рада — колишній орган місцевого самоврядування у Нікопольському районі Дніпропетровської області з адміністративним центром у с. Новософіївка. Сільській раді підпорядковані населені пункти: - с. Новософіївка - с. Степове - с. Путилівка - с. Хмельницьке |

## Склад ради
Рада складається з 16 депутатів та голови.

## Керівний склад сільської ради
| ПІБ                          | Основні відомості                                                                         | Дата обрання | Дата звільнення |
| ---------------------------- | ----------------------------------------------------------------------------------------- | ------------ | --------------- |
| Бєлінський Петро Миколайович | Сільський голова, 1952 року народження, освіта, член Всеукраїнського об'єднання «Громада» | 26.03.2006   | 31.10.2010      |
| Бєлінський Петро Миколайович | Сільський голова, 1952 року народження, освіта вища, член Партії регіонів                 | 31.10.2010   |                 |

Примітка: таблиця складена за даними джерела